# Загут (лунный кратер)
Кратер Загут (лат. Zagut) — большой древний ударный кратер в юго-восточной материковой области видимой стороны Луны. Назван в честь Авраама Закуто (1450—1515). Рядом с ним кратер Рабби Леви, названный в честь другого еврейского мудреца испанского периода: Герсонида. Оба мудреца внесли заметный вклад в развитие астрономии, в частности, измерительных приборов. Название утверждено Международным астрономическим союзом в 1935 г. Образование кратера относится к донектарскому периоду.

## Описание кратера
Ближайшими соседями кратера являются кратер Уилкинс на северо-западе; кратер Понс на севере; кратер Линденау на востоке; кратер Рабби Леви на юге-юго-востоке и кратер Цельсий на юго-западе. Селенографические координаты центра кратера 31°56′ ю. ш. 21°53′ в. д. / 31,94° ю. ш. 21,89° в. д., диаметр 78,9 км, глубина 3,44 км.
За длительное время своего существования кратер значительно разрушен и имеет полигональную форму. Вал значительно сглажен и отмечен множеством мелких кратеров, в восточной части перекрыт сателлитным кратером Загут Е (см. ниже), в северной части сильно разрушен. Высота вала над окружающей местностью достигает 2900 м, объем кратера составляет приблизительно 6 600 км³. Дно чаши ровное, испещрено множеством крохотных кратеров, немного юго-восточнее центра чаши расположен приметный чашеобразный сателлитный кратер Загут A.

## Сателлитные кратеры
| Загут | Координаты                                            | Диаметр, км |
| ----- | ----------------------------------------------------- | ----------- |
| A     | 32°03′ ю. ш. 21°38′ в. д. / 32,05° ю. ш. 21,64° в. д. | 11,4        |
| B     | 32°06′ ю. ш. 18°43′ в. д. / 32,1° ю. ш. 18,71° в. д.  | 30,4        |
| C     | 30°55′ ю. ш. 18°23′ в. д. / 30,91° ю. ш. 18,38° в. д. | 19,8        |
| D     | 31°28′ ю. ш. 19°17′ в. д. / 31,46° ю. ш. 19,28° в. д. | 15,1        |
| E     | 31°44′ ю. ш. 23°02′ в. д. / 31,73° ю. ш. 23,04° в. д. | }           |
| F     | 30°19′ ю. ш. 17°31′ в. д. / 30,32° ю. ш. 17,51° в. д. | 8,1         |
| H     | 30°01′ ю. ш. 20°46′ в. д. / 30,02° ю. ш. 20,76° в. д. | 8           |
| K     | 31°45′ ю. ш. 22°10′ в. д. / 31,75° ю. ш. 22,17° в. д. | 6,4         |
| L     | 30°18′ ю. ш. 22°01′ в. д. / 30,3° ю. ш. 22,02° в. д.  | 12          |
| M     | 30°45′ ю. ш. 22°43′ в. д. / 30,75° ю. ш. 22,72° в. д. | 5,5         |
| N     | 31°13′ ю. ш. 23°27′ в. д. / 31,21° ю. ш. 23,45° в. д. | 8           |
| O     | 33°05′ ю. ш. 16°39′ в. д. / 33,08° ю. ш. 16,65° в. д. | 11,4        |
| P     | 32°28′ ю. ш. 17°24′ в. д. / 32,47° ю. ш. 17,4° в. д.  | 13,7        |
| R     | 30°39′ ю. ш. 20°49′ в. д. / 30,65° ю. ш. 20,82° в. д. | 4,4         |
| S     | 33°23′ ю. ш. 22°38′ в. д. / 33,38° ю. ш. 22,63° в. д. | 5,7         |

- Сателлитные кратеры Загут D, L и R включены в список кратеров с яркой системой лучей Ассоциации лунной и планетарной астрономии (ALPO)[6].
- Сателлитный кратер Загут А включен в список кратеров с темными радиальными полосами на внутреннем склоне Ассоциации лунной и планетарной астрономии (ALPO)[7].
- Образование сателлитного кратера Загут B относится к позднеимбрийскому периоду[5].

## См.также
- Список кратеров на Луне
- Лунный кратер
- Морфологический каталог кратеров Луны
- Планетная номенклатура
- Селенография
- Минералогия Луны
- Геология Луны
- Поздняя тяжёлая бомбардировка